# Alexander Rossipal
Alexander Rossipal (* 6. Juni 1996 in Stuttgart) ist ein deutscher Fußballspieler, der bei Dynamo Dresden unter Vertrag steht.

## Karriere

### Jugendfußball
Rossipal wurde in Stuttgart geboren und wuchs im benachbarten Ostfildern auf, wo er beim TV Kemnat mit dem Fußballspielen begann. Von der U11 bis zur U13 spielte er anschließend bei den Stuttgarter Kickers und in der U14 und U15 beim VfB Stuttgart. Diesen musste er aufgrund körperlicher Defizite verlassen und ging 2011 in die Jugend des unterklassigen SGV Freiberg. Dort verbrachte er zwei Jahre, bevor er zur A-Jugend der Stuttgarter Kickers zurückkehrte. Schließlich wurde er in die Württembergische Junioren-Auswahl berufen und konnte beim Länderpokal in Duisburg von sich überzeugen. Daraufhin erhielt er eine Einladung zur deutschen U18-Nationalmannschaft und einen Vertrag bei der TSG 1899 Hoffenheim.

### Profifußball
In Hoffenheim wechselte er 2015 zur zweiten Mannschaft, bei der er zu seinem ersten Einsatz im Herren-Bereich kam. Dort absolvierte er in der Regionalliga Südwest 60 Spiele für die Hoffenheimer und ein Spiel in der Europa League, bevor er sich zur Saison 2018/2019 dem Zweitligisten SV Sandhausen anschloss. Von diesem wurde er in der Saison 2019/2020 an den Drittligisten Preußen Münster ausgeliehen. 2021 wechselte er aus Sandhausen zum Drittligisten SV Waldhof Mannheim. Für den SV Waldhof bestritt er insgesamt 60 Spiele, erzielte vier Tore und wurde 2022 Landespokalsieger.
Im Juni 2023 wurde sein Wechsel zum Zweitligisten Hansa Rostock zur Saison 2023/24 bekannt, bei dem er einen Vertrag bis 2025 erhielt. Unter Hansa-Trainer Alois Schwartz gab er am 1. Spieltag im Ostseestadion gegen den 1. FC Nürnberg sein Startelfdebüt und brachte es in seinem ersten Jahr in Rostock – an dessen Ende der Abstieg in die 3. Liga stand – auf 25 Zweitliga-Einsätze, Spiele im DFB-Pokal gegen den FSV Frankfurt und dem 1. FC Nürnberg und 1 Spiel in der Zweitvertretung der Ostseestädter in der viertklassigen Regionalliga Nordost. Im Folgejahr erzielte Rossipal am 16. Spieltag der Drittliga-Saison 2024/25 beim Auswärtsspiel gegen den TSV 1860 München sein erstes Pflichtspieltor für den F.C. Hansa. Schließlich konnte der 5. Tabellenplatz und der Gewinn des Landespokals erreicht werden. In seiner Zeit bei Hansa Rostock brachte er es auf zusammen 64 Einsätze und 2 Tore. 25 Spiele absolvierte er hierbei in der 2. Fußball-Bundesliga, 32 Spiele (2 Tore) in der 3. Fußball-Liga, 3 Spiele im DFB-Pokal und 4 Spiele im Mecklenburg-Vorpommern-Pokal.
Nach zwei Jahren in Rostock wechselte Rossipal zu Dynamo Dresden in die 2. Fußball-Bundesliga.